# 성세빈 선생 송덕비
성세빈 선생 송덕비(成世斌 先生 頌德碑)는 울산광역시 동구 일산동, 울산광역시교육연수원에 있는 비석이다. 2018년 3월 2일 울산 동구의 향토문화재 제4호로 지정되었다.

## 개요
동구 일산동 출신으로 3.1운동이후 교육만이 나라를 구할 수 있다는 신념으로 문맹을 퇴치하고 항일 구국운동에 기여하기 위해 보성학교를 설립하셨다.
선생은 울산 청년동맹집행위원, 사회단체 정우회 울산지회 간부, 신간회 울산지회 서기와 사무 간사로 활동, 항일투쟁의 선두에서 농촌계몽과 항일정신 고취에 앞장선 지도자였으며 설립 후 약 9년간 8백여명의 졸업생이 배출되자 일제는 1929년 3월 보성학교를 강제 해산시켰다.
1931년경 성세빈, 성세륭 형제는 보성학교를 재 설립하여 1945년까지 인재 수백 명을 배출한 훌륭한 공로자였다. 또한 두 형제는 울산 신간회 소속 위원으로 사학의 유지와 후진 양성 교육에 공을 남겨 그의 희생과 봉사 정신을 잊지 못하는 지역민과 제자들이 성금을 모아 송덕비를 세워 오늘에 이르게 되었다.

## 같이 보기
- 울산광역시교육연수원